# Roxborough Park, Colorado
Roxborough Park är en ort (CDP) i Douglas County, i delstaten Colorado, USA. Enligt United States Census Bureau har orten en folkmängd på 9 099 invånare (2010) och en landarea på 23,9 km².